# Aliaxéi Shamarau
Aliaxéi Shamarau, también escrito como Alexéi Shamarov –en bielorruso, Аляксей Шамараў; en ruso, Алексей Шемаров– (Kaliningrado, 16 de septiembre de 1982), es un deportista bielorruso que compite en lucha libre.
Ganó una medalla de oro en el Campeonato Mundial de Lucha de 2011 y dos medallas en el Campeonato Europeo de Lucha, plata en 2011 y bronce en 2010.
En los Juegos Europeos de Bakú 2015 obtuvo la medalla de plata en la categoría de 125 kg. Participó en los Juegos Olímpicos de Londres 2012, ocupando el octavo lugar en la categoría de 120 kg.

## Palmarés internacional
| Campeonato Mundial | Campeonato Mundial  | Campeonato Mundial | Campeonato Mundial |
| Año                | Lugar               | Medalla            | Categoría          |
| ------------------ | ------------------- | ------------------ | ------------------ |
| 2011               | Estambul (Turquía)  | Medalla de oro     | 120 kg             |
| Juegos Europeos    |                     |                    |                    |
| Año                | Lugar               | Medalla            | Categoría          |
| 2015               | Bakú (Azerbaiyán)   | Medalla de plata   | 125 kg             |
| Campeonato Europeo |                     |                    |                    |
| Año                | Lugar               | Medalla            | Categoría          |
| 2010               | Bakú (Azerbaiyán)   | Medalla de bronce  | 120 kg             |
| 2011               | Dortmund (Alemania) | Medalla de plata   | 120 kg             |